# Thea Queen (Universo Arrow)
Thea Dearden Queen, também conhecida como Speedy, é uma personagem fictícia interpretada por Willa Holland na série Arrow da CW, criada por Greg Berlanti, Marc Guggenheim e Andrew Kreisberg. Ela é a irmã materna do protagonista da série Oliver Queen / Arqueiro Verde. Embora seja uma criação original da série, ela adota elementos da super-heróira da DC Comics Mia Dearden / Speedy, criada pelo escritor Kevin Smith e pelo artista Phil Hester.
Holland foi a principal membro do elenco de Arrow desde a primeira temporada até a sexta, e também passou para a série spin-off de Arrowverse, The Flash. Embora Thea Queen seja vagamente inspirada pela personagem de quadrinhos existente Mia Dearden, uma ajudante do Arqueiro Verde, a ideia do Arqueiro Verde trabalhando ao lado de sua meia-irmã arqueira foi mais tarde incorporada de volta aos quadrinhos na forma de Emiko Queen.

## Biografia

### Juventude
Thea Queen nasceu em 21 de janeiro de 1995, em Starling City, filha de Robert e Moira Queen, (embora mais tarde seja revelado que Thea é a filha biológica de Malcolm Merlyn) e a meia-irmã mais nova de Oliver Queen. Embora Malcolm não soubesse que Thea era filha dele, Robert estava ciente, mas ainda amava Thea da mesma forma que amava Oliver. Quando o pai e o irmão foram considerados mortos, Thea se sentiu sozinha e desconectada do mundo. Ela entrou em uma vida de drogas e festas para preencher o vazio deixado por seu pai e irmão.

### 1.ª temporada
Thea é introduzida na série no último ano do ensino médio, grata por ter seu irmão mais velho de volta, mas sua decepção com o estilo de vida dele e os segredos que ele guarda dela há cinco anos fazem com que ela se envolva ainda mais no uso de drogas. Em seu aniversário de 18 anos, ela se envolve em um acidente de carro depois de usar o narcótico Vertigo e, posteriormente, é presa e condenada a serviços comunitários por 500 horas na CNRI (City Necessary Resources Initiative), sob a supervisão de Laurel Lance. Seu vício em vertigo causa uma rivalidade entre o alter-ego de seu irmão, o Arqueiro, e o criador da droga, o Conde.
Mais tarde naquele ano, Thea se apaixona por Roy Harper, um criminoso de rua que ela conhece quando ele rouba sua bolsa. Embora ele inicialmente não tenha um interesse romântico em Thea (principalmente por ressentimento por causa de sua riqueza), apesar de ter uma óbvia atração física por ela, Roy mais tarde começa a se apaixonar por ela.

### 2.ª temporada
Após o Empreendimento e o desaparecimento de Oliver, Thea assume seu clube, Verdant, enquanto mantém seu relacionamento com Roy. Naquele ano, depois de saber quem era seu verdadeiro pai através de Slade Wilson, perder seu clube para Isabel Rochev (que havia retirado a Corporação Queen de Oliver), romper com Roy (agora membro da equipe de Oliver e sob a influência do Mirakuru), e a morte de sua mãe, Thea decide deixar a cidade. Enquanto ela aguarda seu trem, ela é atacada por um soldado fortalecido pelo Mirakuru e é resgatada por Malcolm, que se revela ainda vivo. Depois de descobrir que Roy trabalhou com o Arqueiro, Thea, se sentindo traída mais uma vez, decide ir com seu pai e deixa Starling City e sua família para trás, sem nenhuma intenção de voltar.

### 3.ª temporada
Thea começa a temporada em Corto Maltese, recebendo treinamento de combate de Malcolm, embora ela logo decida retornar a Starling com Oliver. Ela também reabre sua boate depois que Malcolm secretamente compra a fundição da Corporação Queen para ela. Ela descobre a identidade secreta de Oliver como o Arqueiro quando ele mostra seu esconderijo debaixo da boate e ela começa a desconfiar de Malcolm depois de saber que ele já sabia sobre o segredo de Oliver. Depois que Thea é informada de que seu pai a usou como um peão contra Oliver e Ra's al Ghul drogando-a e manipulando-a para matar Sara Lance, ela permite que ele seja capturado pela Liga em retaliação. Ela se reconcilia com Roy, mas quase é morta por Ra's e volta à vida graças ao Poço de Lázaro, em troca de Oliver se juntar à Liga dos Assassinos. Thea se culpa por deixar seu irmão se juntar à Liga. Roy termina com ela quando ele deixa Starling City depois de fingir sua morte, esperando que Thea possa reconstruir a vida dela sem ele. Ele também deixa seu traje vermelho, que ela usa para se tornar uma vigilante como a sucessora dele.

### 4.ª temporada
Thea trabalha com Oliver e seus amigos na luta contra a organização terrorista Colméia. A pedido de Oliver, quando ela está em campo a equipe se refere a ela como "Speedy" (por mais que ela insista em ser chamada de "Arqueira Vermelha"). Apesar do prazer de ser uma vigilante, o comportamento de Thea se tornou cada vez mais volátil e imprudente quando ela está em campo, o que Oliver percebe ser um efeito colateral de ter passado pelo Poço de Lázaro. Além disso, Thea ajuda Laurel a trazer Sara de volta da morte, na esperança de fazer as pazes com a família Lance. Por causa disso, Thea está telepaticamente ligada a Sara após sua ressurreição no Poço de Lázaro. Também é revelado que o efeito colateral do Poço de Lázaro de Thea é capaz de contra-atacar o dreno da força vital de Damien Darhk, além de aliviar temporariamente sua sede de sangue. Thea está morrendo como resultado do efeito restaurador do Poço, que está diminuindo. Com a ajuda de Tatsu Yamashiro, Nyssa al Ghul dá a Oliver o 'Lótus', um elixir usado pela Ordem Crescente que inverte permanentemente os efeitos do Poço de Lázaro, salvando sua vida. Ela ajuda Oliver a se tornar um novo candidato a prefeito e conhece um novo namorado, Alex Davis. A esposa de Damien Darhk, Ruvé Adams, acaba fazendo uma lavagem cerebral no namorado de Thea para que ele a sequestrasse e a mantivesse em uma instalação miniaturizada da Colmeia, construída com tecnologia roubada pertencente ao aliado de Oliver, Ray Palmer.
Depois de cair sob a influência de Malcolm novamente e ameaçar matar a filha de Darhk depois de ser libertada (incluindo também a morte de seu namorado nas mãos de Lonnie Machin enquanto ela estava em cativeiro), e após a derrota de Darhk, Thea decide deixar o time, pois não gostava do que estava se tornando.

### 5.ª Temporada
Tendo se aposentado da vida como vigilante, Thea continua ajudando Oliver em termos civis como sua Chefe de Gabinete (Oliver foi nomeado prefeito após a morte de Ruvé Darhk) e provou a si mesma ser uma política capaz, muitas vezes cumprindo as obrigações do próprio Oliver, que trabalhava simultaneamente como Arqueiro Verde. Ela contrata Quentin Lance (que havia sido demitido do SCPD depois de revelar que anteriormente ele havia colaborado com Damien Darhk) como vice-prefeito da cidade, tendo um certo tipo de relação de relação de pai e filha com ele e ajudando-o a vencer o alcoolismo.
Thea sai temporariamente de sua aposentadoria como Speedy para salvar Oliver dos bandidos de Tobias Church e quando os Dominadores atacam a Terra.
Após o quase impeachment de Oliver, Thea decide se demitir como chefe de gabinete, temendo que ela estivesse se envolvendo demais na política suja, incluindo manchar a reputação da repórter Susan Williams e considerar chantagear um membro do conselho da cidade por seu voto.
Thea, junto com o resto do time Arqueiro, é capturada por Adrian Chase e levada para Lian Yu. Depois de pisar em uma mina terrestre, Thea é empurrada por seu pai, que se uniu a Oliver para resgatá-la; mais tarde, ele detona a mina terrestre para derrubar Digger Harkness e leva consigo alguns dos capangas de Chase, deixando Thea devastada pela perda de um homem a quem ela odeia. Mais tarde, Chase destrói Lian Yu, atingindo a ilha com C4, se matando depois de atirar em si mesmo, com Thea ainda na ilha.

### 6.ª temporada
Cinco meses após a destruição de Lian Yu, Thea está viva, mas ficou em coma desde o incidente. No episódio "Thanksgiving", ela acorda e volta ao vigilantismo no episódio "Doppelganger". No episódio "The Thanatos Guild", Thea decide deixar o Time Arqueiro para viajar pelo mundo para destruir os Poços de Lázaro restantes de Ra's al Ghul, ao lado de Nyssa e Roy.

### 7.ª temporada
Quando Roy retorna a Star City, ele afirma que ele, Thea e Nyssa haviam descoberto e destruído dois novos Poços de Lázaro. Ele também revela ter sido morto pela Thanatos Guild e depois ter sido tradizo de volta à vida por Thea e Nyssa com ajuda de um dos Poços de Lázaro.

### 8.ª temporada
Quando Oliver se dirige a Nanda Parbat para obter mais informações através Talia al Ghul sobre o Monitor, ele se reúne com Thea e a informa sobre sua morte iminente. Oliver, Thea e Talia planejam recuperar um livro antigo, mas são emboscados por Athena e pela Liga dos Assassinos. O trio consegue escapar por pouco e, eventualmente, encontrar o livro; aprendendo que o Monitor pode realmente estar causando a crise que se aproxima em vez de evitá-la. Com Athena e seus aliados da Liga agora mortos, Thea, como o novo Ra's al Ghul, sugere a Talia que eles deveriam mudar a marca da Liga para se tornarem heróis em vez de assassinos. Ela então oferece a Talia a oportunidade de construir esta nova liga ao lado dela. Talia inicialmente recusa a proposta de Thea devido às várias traições que ela cometeu com Thea, mas Thea diz que as considera como erros, fazendo Talia aceitar sua oferta. Após os eventos da crise, que obrigaram Oliver a se sacrificar para interromper o Anti-Monitor, uma nova realidade é formada, na qual Thea aceita a proposta de casamento de Roy.

## Outras versões
Em uma realidade alternativa criada pela Legião da Perdição com a Lança do Destino, Thea adora o pai em vez de odiá-lo.
No episódio "Starling City" da oitava temporada, é revelado que a versão de Thea da Terra-2 morreu após uma overdose da droga Vertigo. Consumido pela perda de Thea, Tommy Merlyn, da Terra, torna-se Arqueiro Negro e planeja se vingar dos Glades, onde Thea foi encontrada morta, destruindo o lugar, até Oliver falar com ele e o impedir de fazer isso.

## Criação e desenvolvimento
Em fevereiro de 2012, foi anunciado que Willa Holland se juntaria a série Arrow como "irmã mais nova malcriada de Oliver Queen, Thea", que disputava o papel com Melissa Benoist. Embora Thea seja uma criação original da série, o apelido de Oliver para ela e mais tarde para a heroína ("Speedy"), seu nome do meio de Dearden e o pseudônimo "Mia" que ela usou durante o tempo que ficou em Corto Maltese, são conexões com uma das companheiras do Arqueiro Verde nos quadrinhos, Mia Dearden. Thea esteve significativamente ausente durante a quinta temporada e o showrunner Marc Guggenheim explicou que Hollad só havia sido contratada para aparecer em 14 dos 23 episódios da temporada. Mais tarde, ele revelou que Holland assinou um contrato semelhante para a sexta temporada, mas se recusou a revelar quantos episódios da temporada ela foi contratada para aparecer. Holland deixou a série em 2018 depois que seu contrato expirou, sua apararição final foi em "The Thanatos Guild". Ela retornou para uma aparição no 150º episódio " Emerald Archer" na sétima temporada, e como personagem recorrente na oitava e última temporada.

## Recepção
Em 2016, Jason Berman, do Screen Rant, incluiu Holland em sua lista de "20 Melhores Atores do Arrowverse".